# Districtele Antwerpenului

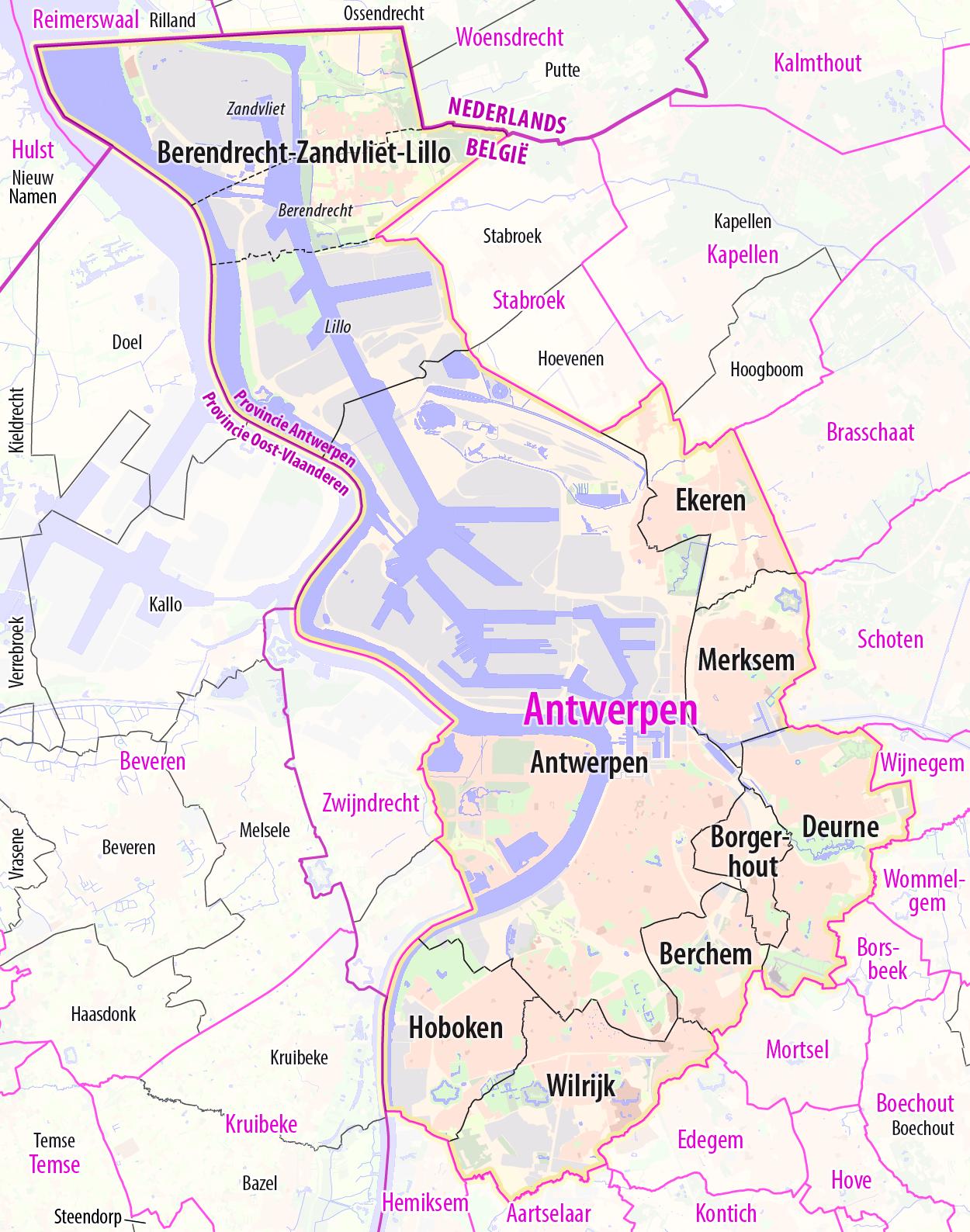
Districtele Antwerpenului

Districtele Antwerpenului sunt cele nouă subunități administrative care compun comuna belgiană Antwerpen. Foste municipalități (în neerlandeză deelgemeenten), ele au primit statutul de district după fuziunea cu orașul. Fiecare district este controlat de un colegiu districtual (în neerlandeză districtscollege), iar cetățenii sunt reprezentați de consiliul districtual (în neerlandeză districtsraad). Districtele Antwerpenului sunt întrucâtva similare cu entitățile administrative care compun orașele olandeze Amsterdam și Rotterdam.

## Istoric
Cele mai multe din actualele comune belgiene au fost alcătuite prin fuziunea mai multor foste municipalități, după 1 ianuarie 1977, cu excepția aglomerărilor Bruxelles și Antwerpen. 
Articolul 41 din Constituția Belgiei prevede posibilitatea de implementare a districtelor de către orice municipalitate cu cel puțin 100.000 de locuitori. În astfel de cazuri, districtele sunt conduse de un colegiu districtual și au consilii districtuale alese direct. Antwerpen este singurul oraș belgian care s-a folosit de această prevedere constituțională. Însă, datorită situației sale specifice, reorganizările și fuziunile, începute pe 30 decembrie 1975, au intrat în efect abia pe 1 ianuarie 1983. Fostele municipalități din jurul Antwerpenului au fost denumite districte și au primit un rol consultativ neoficial în administrarea orașului. Începând din 1 ianuarie 2001, ele au primit funcții administrative sporite.
Fostul district Antwerpen 4, format în 1958 după fuziunea fostelor municipalități Berendrecht, Zandvliet și Lillo, a fost deconectat de Districtul Antwerpen și, sub numele de Berendrecht-Zandvliet-Lillo, a primit același statut ca celelalte opt districte. Alte foste districte precum Antwerpen 2 (Kiel-Tentoonstellingswijk) sau Antwerpen 5 (Linkeroever) încă așteaptă această promovare.
Alte orașe belgiene care pot, teoretic, implementa districtele, sunt Gent și Brugge în Flandra; Charleroi, Liège și Namur în Valonia; și orașul Bruxelles, Anderlecht și Schaerbeek în Regiunea Capitalei Bruxelles. Totuși, Anderlecht și Schaerbeek nu conțin alte foste municipalități. În același sens, există propuneri din partea flamandă de fuzionare a celor 19 comune ale Bruxelles-ului într-una singură, însă ele au întâlnit o rezistență puternică din partea francofonă și bruxelleză.

## Districtele actuale
| Număr pe hartă | Nume                        | Suprafață (km²) | Populație (pe 3.09.2014) |
| -------------- | --------------------------- | --------------- | ------------------------ |
| 1              | Antwerpen (district)        | 87,30           | 194.592                  |
| 2              | Berchem                     | 5,79            | 42.879                   |
| 3              | Berendrecht-Zandvliet-Lillo | 52,66           | 9.860                    |
| 4              | Borgerhout                  | 3,93            | 46.181                   |
| 5              | Deurne                      | 13,06           | 77.434                   |
| 6              | Ekeren                      | 8,07            | 22.805                   |
| 7              | Hoboken                     | 10,67           | 37.805                   |
| 8              | Merksem                     | 8,28            | 43.611                   |
| 9              | Wilrijk                     | 13,61           | 40.517                   |
| TOTAL          | Antwerpen                   | 203,37          | 516.009                  |